# Jean Ragnotti
Jean Ragnotti (Pernes-les-Fontaines, 29 augustus 1945) is een Frans voormalig rallyrijder. Hij was vanaf de jaren zeventig tot aan de midden jaren negentig een van de voornaamste rijders in het Frans rallykampioenschap, maar was in deze periode ook met regelmaat actief in het Wereldkampioenschap rally. Als boegbeeld van Renault stond hij voornamelijk bekend als een specialist op het asfalt.
Ragnotti, ook wel bekend onder zijn bijnaam "Jeannot", vergaarde een groot deel van zijn populariteit achter het stuur van de Renault 5 Turbo tussen 1980 en 1985, waar zijn snelheid op asfalt en zijn spectaculaire rijstijl hierin uitsprongen. Met deze auto werd hij twee keer Frans rallykampioen, in 1980 en 1984, en won hij ook drie WK-rally's; Monte Carlo 1981, en Corsica 1982 en 1985.

## Carrière

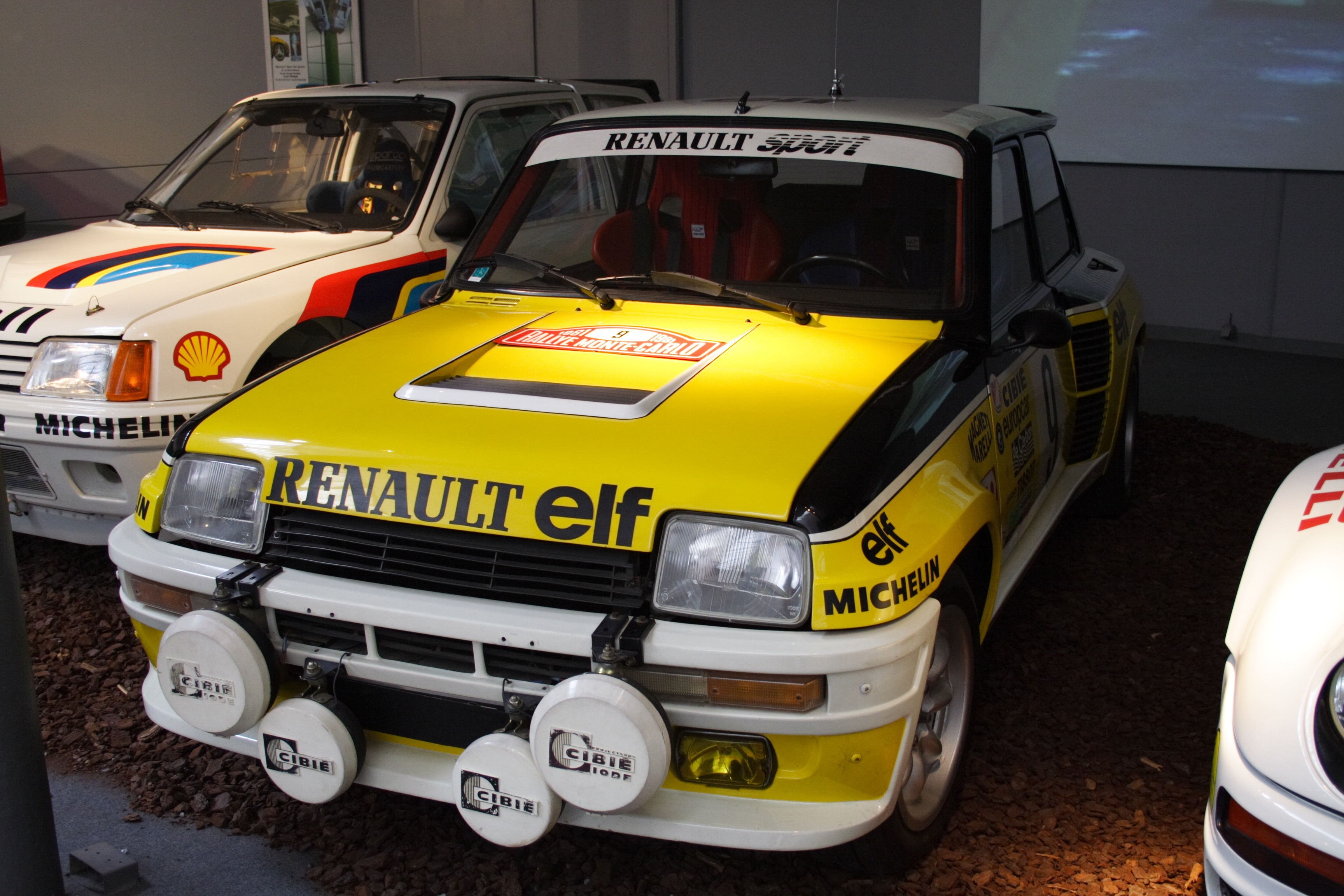
Ragnotti's R5 Turbo uit 1981, waarmee hij won in Monte Carlo

Jean Ragnotti debuteerde in 1967 in de rallysport. Zijn vroege carrière bracht hij door achter het stuur van een Opel Kadett Rallye, voordat hij vanaf 1973 actief werd in verschillende Renault-modellen. Datzelfde jaar maakte hij ook zijn eerste optreden in het Wereldkampioenschap rally, in Monte Carlo, waar hij in een Renault 12 respectievelijk als 15e eindigde. Later met Alpine-modellen werd hij een van de voornaamste rijders op de Franse rallypaden, maar grotere resultaten kwamen er pas toen hij voor het eerst plaatsnam in een Renault 5; eerst in de R5 Alpine en vanaf 1980 met de turboaangedreven versie. Met de R5 Alpine schreef hij in 1980 voor het eerst de Franse rallytitel op zijn naam. Met de R5 Turbo volgde er aansluitend groot succes, toen hij de seizoensopener van het WK in 1981 in Monte Carlo wist te winnen, nadat hij daar drie jaar eerder al eens een podium resultaat wist te bemachtigen. Renault, die in die tijd een groot deel van hun aandacht schonken aan hun activiteiten in de Formule 1, gaven nooit prioriteit aan een volledig programma in het WK, waardoor Ragnotti enkel in geselecteerde evenementen aan de start kon verschijnen. Zijn specialisme op asfalt bracht hem desondanks nog twee WK-rally overwinningen tijdens de Rally van Corsica edities van 1982 en 1985; de eerste nog met de originele R5 Turbo en de laatste inmiddels met de Groep B R5 Maxi Turbo, die tijdens die rally tevens debuteerde in het kampioenschap.

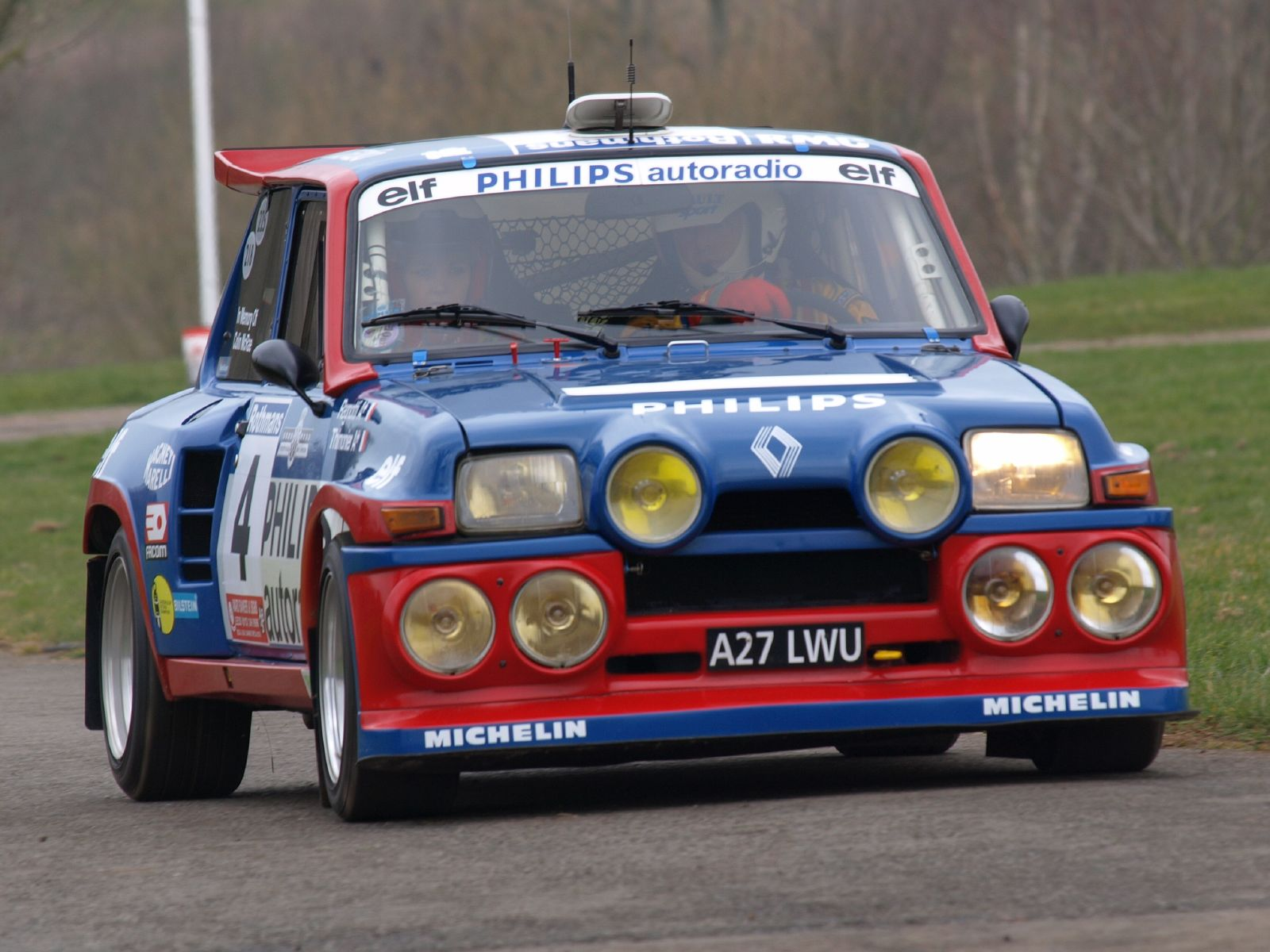
De Groep B R5 Maxi Turbo van Ragnotti uit 1985

In het seizoen 1987 besloot Renault een groter programma af te werken in het WK, toen het kampioenschap dat jaar overging naar Groep A reglementen, een route die het Franse merk op dat moment al had genomen met de voorwielaangedreven Renault 11 Turbo. Ragnotti deed het dat jaar verrassend goed in het kampioenschap, waarbij vooral zijn resultaten in Portugal en San Remo er uit sprongen, waar hij op het gravel (normaliter een nadeel voor tweewielaangedreven auto's) respectievelijk een tweede en een derde plaats behaalde. Alhoewel de overmacht van Lancia te groot was, wist Ragnotti toch als vijfde te eindigen in het kampioenschap voor de rijders. Een wijziging in de reglementen voor het volgende jaar, die ten nadelen was van de prestaties van de R11 Turbo, deed Renault besluiten zich vervolgens uit het kampioenschap terug te trekken. Ragnotti maakte daarom in 1988 een kortstondige overstap naar het circuit. Hij boekte daarin gelijk succes, toen hij achter het stuur van een Renault 21 Turbo het Frans Tourwagen kampioenschap op zijn naam schreef. Begin jaren negentig keerde hij weer volledig terug op de rallypaden. Inmiddels met het Clio-model werd hij weer een vast aanzicht in het Frans rallykampioenschap, terwijl hij ook sporadisch weer deelnam aan WK-rally's, voornamelijk in die van Corsica. Hij beëindigde zijn actieve rally-carrière uiteindelijk in 1996.
Ragnotti is vervolgens betrokken gebleven bij het merk Renault en heeft sindsdien vooral veel pr-werk voor hen geleverd. Met regelmaat geeft hij nog in verschillende Renault-modellen demonstraties, en is ook nog af en toe actief in historische rallyevenementen. Een sportieve versie van de Renault Clio is als eerbetoon vernoemd naar hem, genaamd 'Clio Ragnotti'.
Ragnotti heeft ook meerdere keren deelgenomen aan de 24 uur van Le Mans. In 1981 was hij teamgenoot van Jean-Louis Lafosse, die dodelijk verongelukte tijdens de race.

## Complete resultaten in het Wereldkampioenschap rally

### Overwinningen
| Nr. | Seizoen | Rally                                  | Navigator        | Auto                 |
| --- | ------- | -------------------------------------- | ---------------- | -------------------- |
| 1   | 1981    | 49ème Rallye Automobile de Monte-Carlo | Jean-Marc Andrié | Renault 5 Turbo      |
| 2   | 1982    | 26ème Tour de Corse - Rallye de France | Jean-Marc Andrié | Renault 5 Turbo      |
| 3   | 1985    | 29ème Tour de Corse - Rallye de France | Pierre Thimonier | Renault 5 Maxi Turbo |

### Overzicht van deelnames
| Seizoen | Inschrijving          | Auto                     | 1      | 2   | 3      | 4      | 5      | 6      | 7   | 8   | 9     | 10     | 11     | 12    | 13  | 14  | Pos. | Punten |
| ------- | --------------------- | ------------------------ | ------ | --- | ------ | ------ | ------ | ------ | --- | --- | ----- | ------ | ------ | ----- | --- | --- | ---- | ------ |
| 1973    | Jean Ragnotti         | Renault 12 Gordini       | MON 15 | ZWE | POR    | KEN    | MAR    | GRI    | POL | FIN | OOS   | ITA    | VST    | FRA   | GBR |     | -    | -      |
| 1975    | Jean Ragnotti         | Alpine-Renault A110 1800 | MON NF | ZWE | KEN    | GRI    | MAR    | POR    | FIN | ITA | FRA   | GBR    |        |       |     |     | -    | -      |
| 1976    | Alpine Renault        | Alpine-Renault A310      | MON NF | ZWE |        |        |        |        |     |     |       |        |        |       |     |     | -    | -      |
| 1976    | Alpine Renault        | Alpine-Renault A310 V6   |        |     | POR NF | KEN    | GRI NF | MAR    | FIN | ITA | FRA 4 | GBR NF |        |       |     |     | -    | -      |
| 1977    | Jean Ragnotti         | Volkswagen Golf GTI      | MON 18 | ZWE | POR    | KEN    | NZL    | GRI    | FIN | CAN |       |        |        |       |     |     | -    | -      |
| 1977    | Renault Elf Calberson | Renault 5 Alpine         |        |     |        |        |        |        |     |     | ITA 7 | FRA    | GBR NF |       |     |     | -    | -      |
| 1978    | Renault Elf Calberson | Renault 5 Alpine         | MON 2  | ZWE | POR    | KEN    | GRI    | FIN    | CAN | ITA | IVK 3 | FRA    | GBR    |       |     |     | -    | -      |
| 1979    | Renault Elf Calberson | Renault 5 Alpine         | MON 11 | ZWE | POR    | KEN    | GRI 4  | NZL    | FIN | ITA | CAN   | FRA 2  | GBR    | IVK   |     |     | 7    | 25     |
| 1980    | Renault Elf Calberson | Renault 5 Turbo          | MON    | ZWE | POR    | KEN    | GRI    | ARG    | FIN | NZL | ITA   | FRA NF | GBR    | IVK   |     |     | -    | 0      |
| 1981    | Renault Elf           | Renault 5 Turbo          | MON 1  | ZWE | POR    | KEN    | FRA NF | GRI    | ARG | BRA | FIN   | ITA    | IVK    | GBR 5 |     |     | 11   | 28     |
| 1982    | Renault Elf           | Renault 5 Turbo          | MON    | ZWE | POR    | KEN    | FRA 1  | GRI    | NZL | BRA | FIN   | ITA    | IVK NF | GBR   |     |     | 10   | 20     |
| 1983    | Renault Elf           | Renault 5 Turbo          | MON 7  | ZWE | POR    | KEN    | FRA NF | GRI NF | NZL | ARG | FIN   | ITA    | IVK    | GBR   |     |     | 35   | 4      |
| 1984    | Renault Portuguese    | Renault 5 Turbo          | MON    | ZWE | POR 5  | KEN    |        |        |     |     |       |        |        |       |     |     | 13   | 20     |
| 1984    | Équipe Renault Elf    | Renault 5 Turbo          |        |     |        |        | FRA 3  | GRI    | NZL | ARG | FIN   | ITA    | IVK    | GBR   |     |     | 13   | 20     |
| 1985    | Renault Elf Philips   | Renault 5 Maxi Turbo     | MON    | ZWE | POR    | KEN    | FRA 1  | GRI    | NZL | ARG | FIN   | ITA    | IVK    | GBR   |     |     | 13   | 20     |
| 1986    | Renault Elf Philips   | Renault 11 Turbo         | MON    | ZWE | POR    | KEN    | FRA 4  | GRI    | NZL | ARG | FIN   | ITA NF | IVK    | GBR   | VST |     | 24   | 10     |
| 1987    | Philips Renault Elf   | Renault 11 Turbo         | MON 8  | ZWE |        |        | FRA 4  |        |     |     |       |        |        |       |     |     | 5    | 51     |
| 1987    | Renault Sport Elf     | Renault 11 Turbo         |        |     | POR 2  | KEN    |        | GRI 5  | VST | NZL | ARG   | FIN    | ITA 3  | IVK   | GBR |     | 5    | 51     |
| 1990    | Société Diac          | Renault 5 GT Turbo       | MON    | POR | KEN    | FRA NF | GRI    | NZL    | ARG | FIN | AUS   | ITA    | IVK    | GBR   |     |     | -    | 0      |
| 1991    | Société Diac          | Renault Clio 16S         | MON    | ZWE | POR    | KEN    | FRA NF | GRI    | NZL | ARG | FIN   | AUS    | ITA    | IVK   | SPA | GBR | -    | 0      |
| 1992    | Société Diac          | Renault Clio 16S         | MON    | ZWE | POR    | KEN    | FRA 9  | GRI    | NZL | ARG | FIN   | AUS    | ITA    | SPA   | IVK | GBR | 59   | 2      |
| 1993    | Société Diac          | Renault Clio Williams    | MON    | ZWE | POR    | KEN    | FRA 8  | GRI    | ARG | NZL | FIN   | AUS    | ITA    | SPA   | GBR |     | 47   | 3      |
| 1994    | Société Diac          | Renault Clio Williams    | MON 13 | ZWE | POR    | KEN    | FRA 8  | GRI    | ARG | NZL | FIN   | AUS    | ITA    | SPA   | GBR |     | 38   | 3      |
| 1995    | Société Diac          | Renault Clio Maxi        | MON 7  | ZWE | POR    | KEN    | FRA 11 | GRI    | NZL | ARG | FIN   | AUS    | ITA    | SPA   | GBR |     | 14   | 4      |
| 1996*   | Société Diac          | Renault Mégane Maxi      | MON    | ZWE | POR    | KEN    | IDN    | FRA 10 | GRI | ARG | NZL   | FIN    | AUS    | ITA   | SPA | GBR | -    | -      |

* Nam enkel deel aan rondes die buiten het rijders- en constructeurskampioenschap vielen.

##### Noot
- Het concept van het Wereldkampioenschap Rally tussen 1973 en 1976, hield in dat er enkel een kampioenschap open stond voor constructeurs.
- In de seizoenen 1977 en 1978 werd de FIA Cup for Drivers georganiseerd. Hierin meegerekend alle WK-evenementen, plus tien evenementen buiten het WK om.